# Kirill Andrejewitsch Baranow
Kirill Andrejewitsch Baranow (russisch Кирилл Андреевич Баранов; * 13. April 1989 in Kaliningrad) ist ein ehemaliger russischer Bahn- und Straßenradrennfahrer.

## Sportliche Laufbahn
Kirill Baranow gewann 2007 eine Etappe bei dem Junioren-Rennen Cup of Grudziadz Town President. Auf der Bahn gewann er bei den Europameisterschaften in Cottbus die Bronzemedaille in der Mannschaftsverfolgung und wurde bei den UCI-Bahn-Weltmeisterschaften der Junioren in selbiger Disziplin Vizeweltmeister. Im Jahr darauf gewann er bei den U23-Europameisterschaften zusammen mit Nikita Nowikow die Bronzemedaille im Zweier-Mannschaftsfahren in Alkmaar.
2009 gewann Baranow eine Etappe der Bałtyk-Karkonosze Tour. 2012 beendete er seine Radsportlaufbahn.

## Erfolge

### Straße
2009
- eine Etappe Bałtyk-Karkonosze Tour

### Bahn
2007
- Junioren-Weltmeisterschaft – Mannschaftsverfolgung (mit Jewgeni Kowaljow, Nikita Nowikow und Alexander Petrowski)
- Junioren-Europameisterschaft – Mannschaftsverfolgung (mit Jewgeni Kowaljow, Nikita Nowikow und Alexander Petrowski)

2008
- U23-Europameisterschaft – Zweier-Mannschaftsfahren (mit Nikita Nowikow)

## Teams
- 2009–2010 Moscow
- 2011–2012 Itera-Katusha